# Гваделупская слепозмейка
Гваделупская слепозмейка (лат. Antillotyphlops guadeloupensis) — вид червеобразных змей из семейства слепозмеек. Эндемик Гваделупы.

## Внешний вид
Имеет стройное телосложение. Туловище в передней части и посередине покрыто 24 рядами чешуй, кзади это число уменьшается до 22. По середине спины проходит 393—430 чешуй. Голова при взгляде сверху закруглённая. Межчелюстной щиток в ширину достигает около трети ширины головы, до уровня глаз не доходит. Ноздри расставлены по бокам. Предглазничный щиток почти треугольный, из верхнегубных касается только третьего. Глаза средних размеров, погружены под высокий глазничный щиток, но при этом хорошо заметны. Имеет двухцветную окраску: верх тела светло-коричневый, а низ белый.

## Ареал и экология
Эндемик Гваделупы, обитающий на островах Гранд-Тер и Бас-Тер. Встречается под камнями и листовым опадом, в том числе на антропогенно изменённых территориях. Питается муравьями и термитами.